# Dylan Kerr
Dylan Kerr (sinh 14 tháng 1 năm 1967 tại Valletta) là một cựu cầu thủ bóng đá chuyên nghiệp người Anh. Anh thi đấu ở vị trí hậu vệ cánh trái. Vào tháng 1 năm 2014, anh trở thành huấn luyện viên ở câu lạc bộ bóng đá Hải Phòng tại giải V.League 1.

## Sự nghiệp
Kerr bắt đầu sự nghiệp của mình tại Sheffield Wednesday vào năm 1984. Anh đã không được ra sân cho câu lạc bộ trong bốn năm của mình tại Hillsborough, và sau đó, anh gia nhập câu lạc bộ của Nam Phi Arcadia Shepherds vào năm 1988.
Một năm sau đó, Kerr trở lại Anh để gia nhập Leeds United. Anh chỉ ra sân mười ba lần trong bốn năm của mình tại Elland Road, tuy nhiên, anh được cho mượn hai câu lạc bộ: trước hết là Doncaster Rovers (đội bóng mà anh ghi bàn thắng trong mùa giải đầu tiên của mình), sau đó là Blackpool. Sau ba tháng tại Blackpool vào năm 1991-1992, anh ghi một trong những bàn thắng của đội bóng trong chiến thắng 5-2 trước đối thủ Lancashire và nhà vô địch cuối cùng phân chia Burnley tại Bloomfield Road.
Vào năm 1993, Kerr chuyển đến Mortimer và gia nhập Reading, đội bóng mà anh ra sân nhiều nhất trong sự nghiệp của mình: 89, trong đó có năm bàn thắng. Anh là một thành viên đã đoạt chức vô địch giải bóng đá hạng nhì Anh, và cũng có khi câu lạc bộ đã đoạt ngôi vị á quân trong giải bóng đá hạng nhất Anh mùa sau.
Vào năm 1996, Kerr đã ký với câu lạc bộ Scotland Kilmarnock. Anh đã 61 lần ra sân tại Killie trong bốn năm. Vào cuối mùa giải đầu tiên của mình với câu lạc bộ, anh đã giành được Scottish Cup. Không lâu sau trận chung kết Ibrox, Kerr bị chấn thương háng định kỳ mà giữ ông trên băng ghế dự bị trong hơn một năm.
Kerr cuối cùng đã rời Kilmarnock, và gia nhập Carlisle theo dạng cho mượn, anh gia nhập Slough Town vào tháng 10 năm 2000.
Vào tháng 9 năm 2000, Kerr nhanh chóng gia nhập Kidderminster Harriers, nhưng hợp đồng một tháng của anh đã bị hủy bỏ do vi phạm kỷ luật tuyên bố câu lạc bộ. Ông trở lại Scotland, ký hợp đồng với Hamilton F.C. vào tháng 1 năm 2001.
Trong ba năm tiếp theo, anh thi đấu cho Exeter (theo một bản hợp đồng ba tháng), Greenock Morton, Harrogate Town, East Stirlingshire và tái gia nhập Hamilton F.C. một lần nữa, trước khi kết thúc sự nghiệp của mình với câu lạc bộ tại Scotland Kilwinning Rangers năm 2003.
Sau khi giải nghệ, Kerr huấn luyện ở Mỹ (cụ thể ở Phoenix, Arizona) một thời gian. Không thể có được một thị thực, anh trở về Scotland từ năm 2005 đến năm 2009.
Vào tháng 9 năm 2009, Kerr đã ký một hợp đồng làm trợ lý huấn luyện viên tại câu lạc bộ Nam Phi Mpumalanga Black Aces và Thanda Royal Zulu cho đến tháng 6 năm 2010.. Năm 2010, anh làm trợ lý huấn luyện viên của đội Nathi Lions. Sau đó, anh rời Nam Phi để đến với Việt Nam.
Trong năm 2012, Kerr đã làm huấn luyện viên thể lực cho đội tuyển bóng đá quốc gia Việt Nam. Sau đó, anh được làm trợ lý huấn luyện viên của đội bóng Xi măng Vicem Hải Phòng. Năm 2014, khi huấn luyện viên Hoàng Anh Tuấn bị chuyển xuống đội trẻ, Kerr được làm huấn luyện viên trưởng của câu lạc bộ bóng đá Hải Phòng. Anh đã giúp câu lạc bộ vô địch cúp quốc gia khi thắng Becamex Bình Dương 2-0. Sau khi mùa giải kết thúc, anh chia tay Hải Phòng để về nước.

## Thành tích

### Cầu thủ

#### Reading
- Vô địch giải hạng Nhì Anh: 1993-1994

#### Kilmarnock
- Vô địch Scottish Cup: 1997

### Huấn luyện viên

#### Câu lạc bộ bóng đá Hải Phòng
- Vô địch cúp quốc gia Việt Nam: 2014